# Hypericum androsaemum
Hypericum androsaemum es una planta de la familia Hypericaceae.

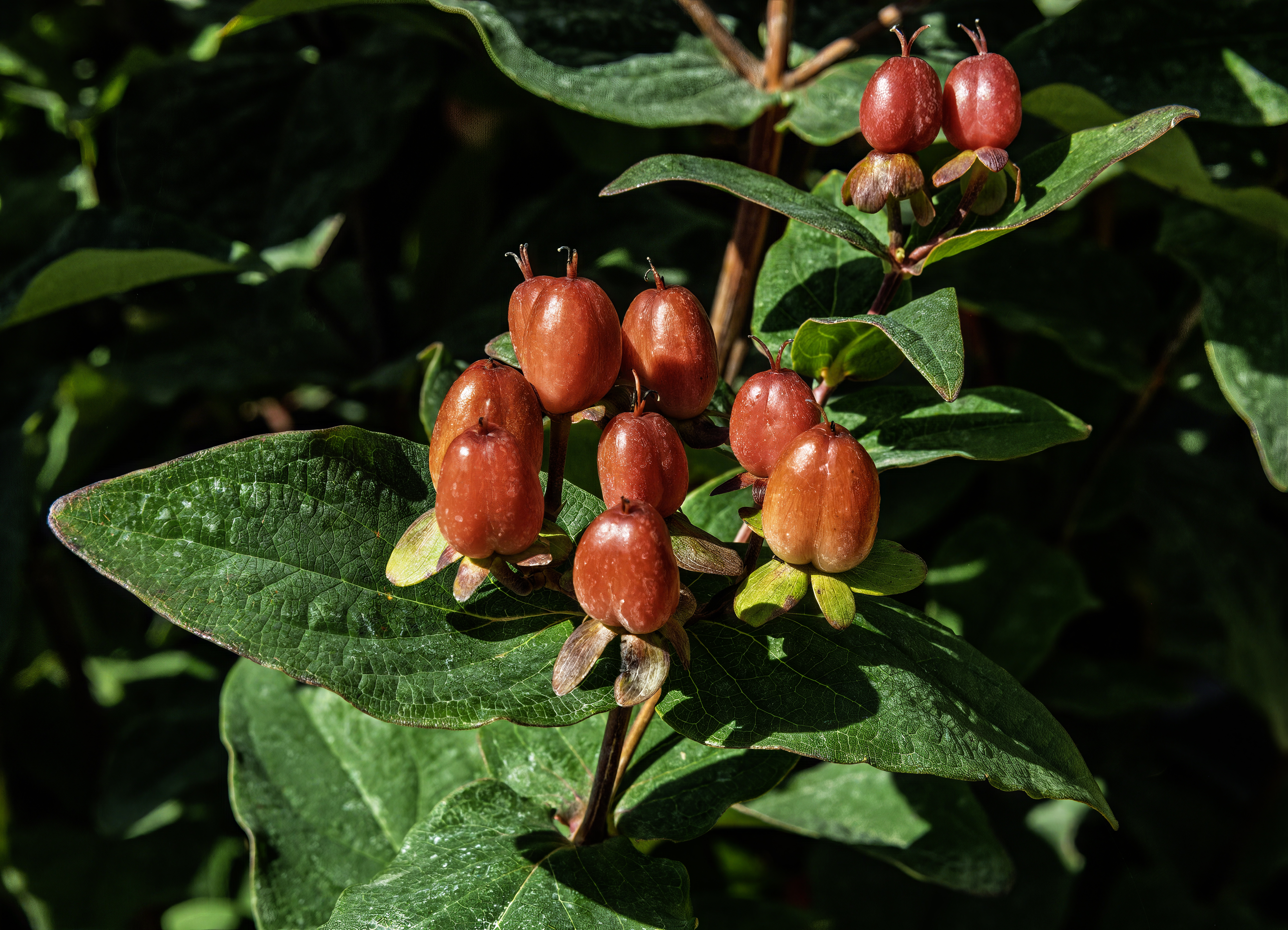
Frutos

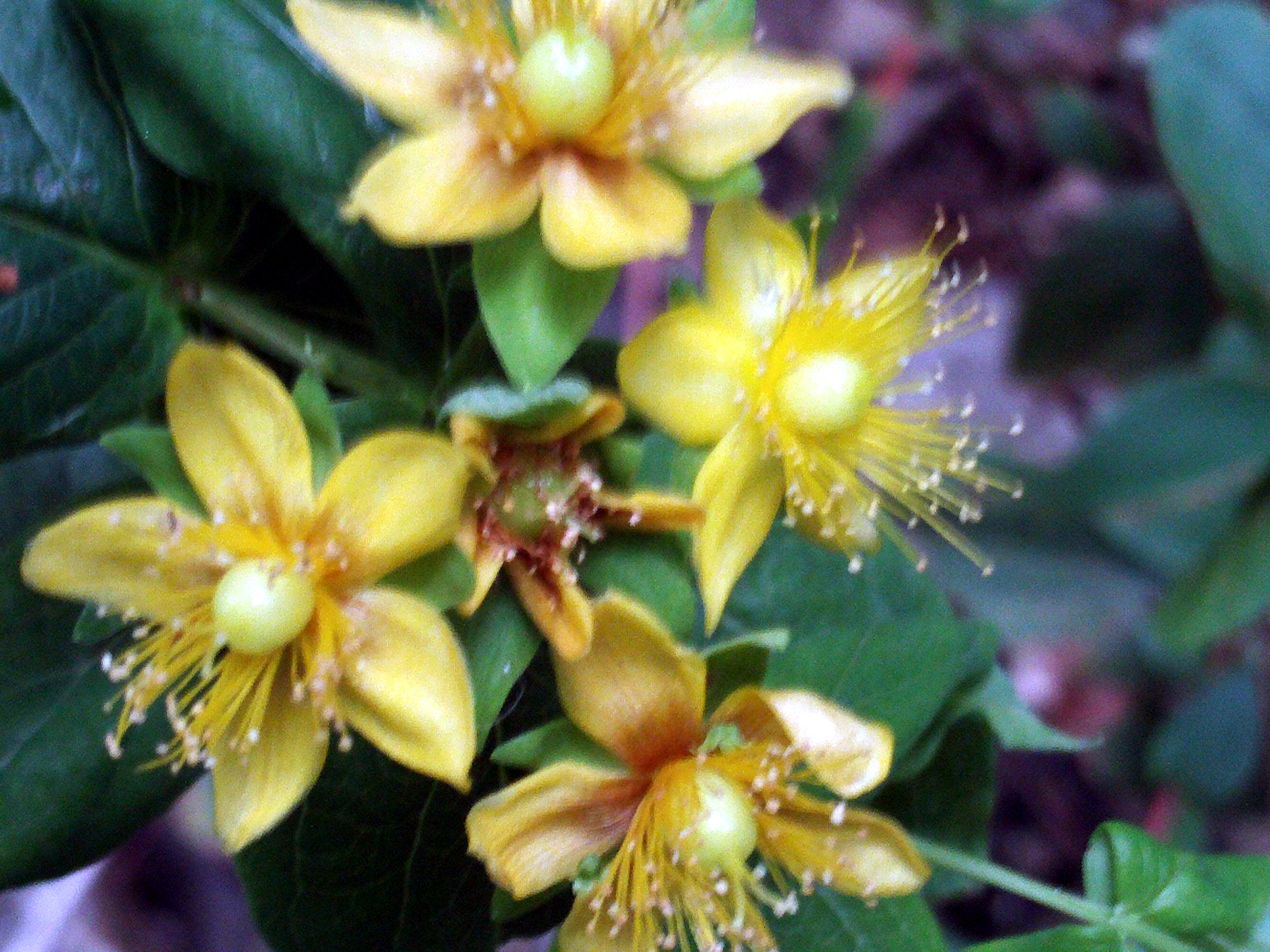
Flores

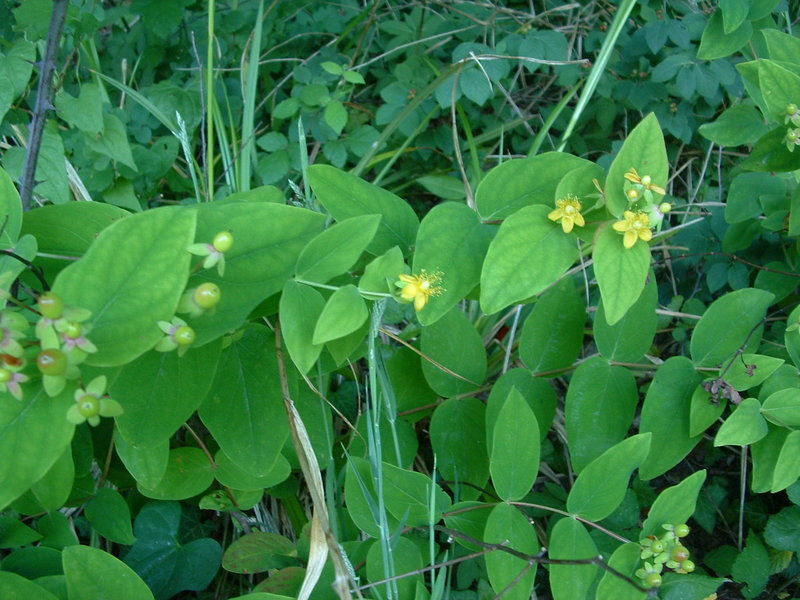
Hojas

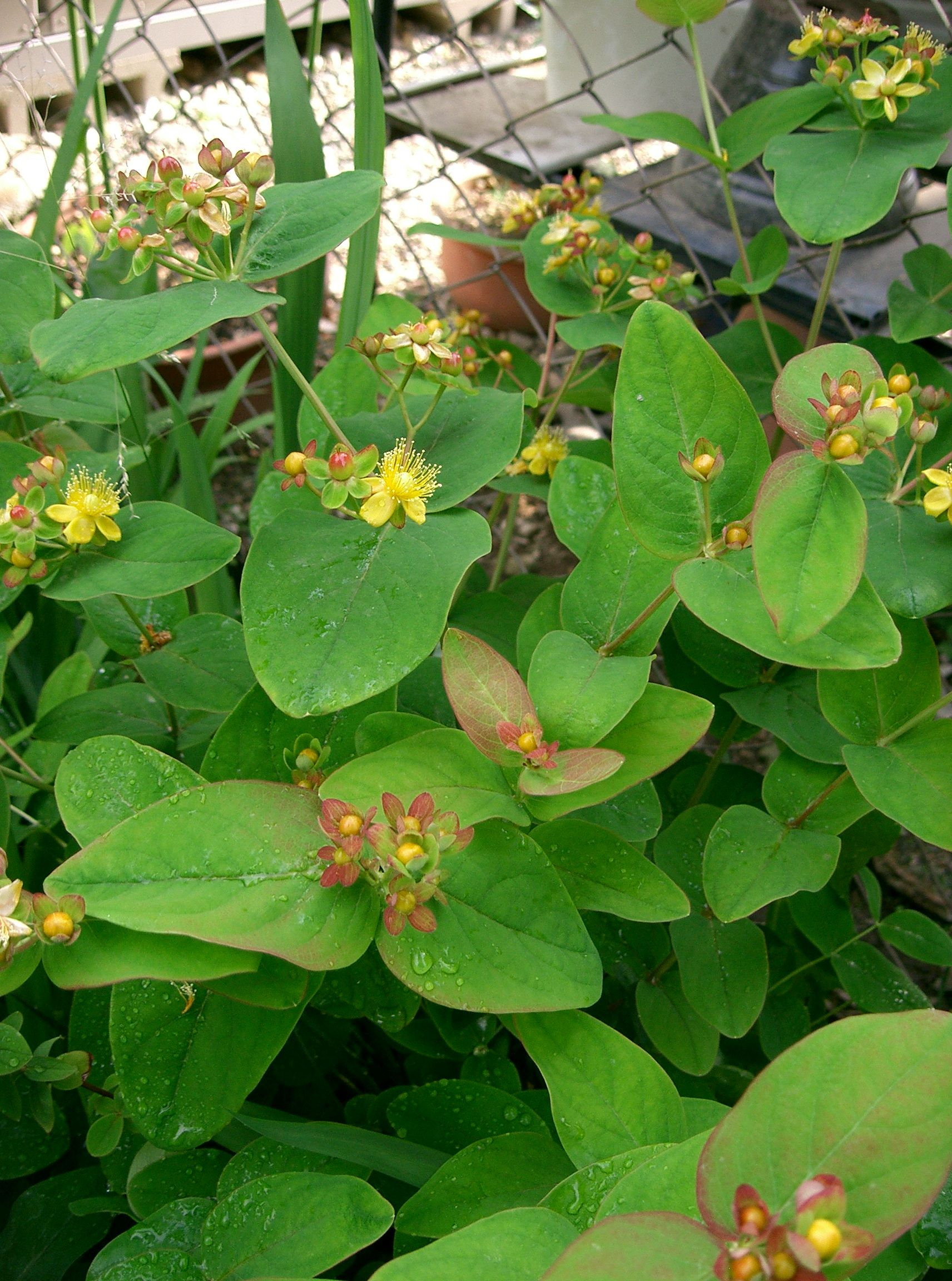

## Descripción
Hypericum androsaemum, es una especie de planta erecta, sufrútice que alcanza un tamaño de hasta 1,2 m de altura, glabra. Las hojas de 10-100 x 8-60 mm –relación longitud/anchura: 1,3-2,3–, de anchamente ovadas a ovadas o lanceoladas, obtusas o subagudas, mucronadas, en general amplexicaules. Brácteas de hasta 1,5 mm, membranáceas. Sépalos 4-12 mm, marcadamente desiguales, imbricados, de ovados a lanceolados, enteros, obtusos, mucronados. Pétalos de 4-10 mm.  El fruto es una drupa indehiscente, de anchamente elipsoidal a subesférica, rojiza, negra al madurar. Las semillas son aladas, de un color pardo obscuro.

## Distribución y hábitat
Se encuentra en riberas, barrancos, bosques, setos y ribazos umbrosos y frescos; a una altitud de 0-1600 metros W y S de Europa, Anatolia, Caucasia, N del Irán, W de Siria, Túnez y Argelia. Regiones periféricas de la mitad N de la península ibérica, Sistema Central, Sistema Oretano, Sierra Madrona, Serra de San Mamede, Serra de Monchique y de presencia dudosa en sierras de Algeciras y el Moncayo.[cita requerida]

## Propiedades
Las bayas que se convierten desde el blanco / verde, al rojo, y negro son venenosas.[cita requerida]

## Taxonomía
Hypericum androsaemum fue descrita por  Carlos Linneo    y publicado en Symbolae Botanicae, . . . 1: 65. 1790.
Citología
Número de cromosomas de Hypericum androsaemum (Fam. Guttiferae) y táxones infraespecíficos: 2n = 40
Etimología

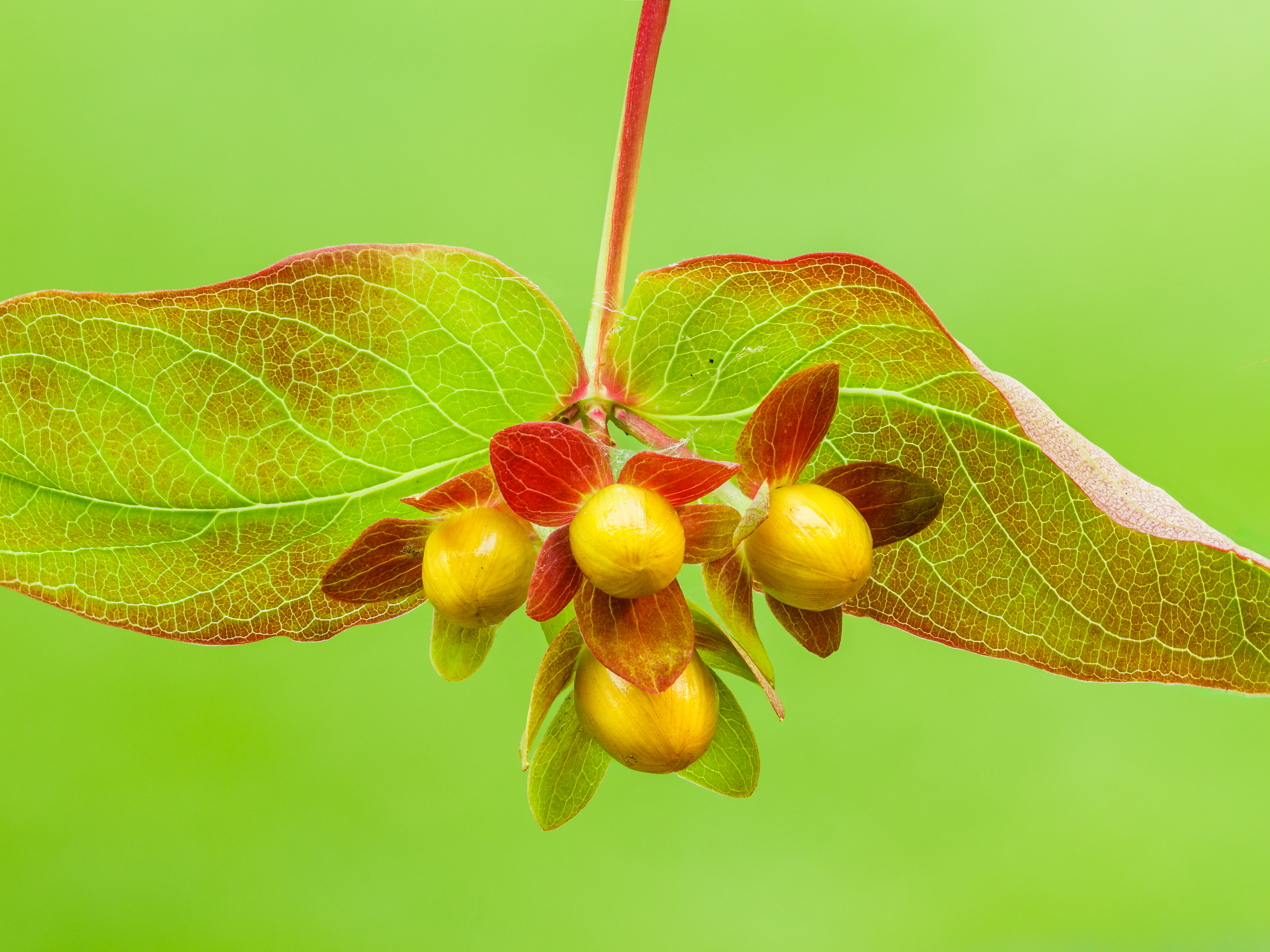
Capullos de flores de un (Hypericum androsaemum).

Hipérico: nombre genérico que deriva del griego hyperikon ("sobre las imágenes" o "por encima de una aparición"). Para algunos, el nombre hace referencia a la propiedad que se le atribuía de hacer huir a los malos espíritus y las apariciones; solían colgarse flores de esta planta sobre las imágenes religiosas el día de San Juan. Para otros, las glándulas de sus pétalos parecen formar imágenes (a este hecho se le dio mucha importancia en la Edad Media, ya que era utilizado en los exorcismos por sus virtudes cabalísticas). 
androsaemum: epíteto latino que significa "sangre de hombre" porque, según Andrés Laguna "fregadas entre los dedos sus flores juntamente con la simiente que esta envuelta en ellas, luego se convierten en cierto çumo sangriento: por donde cada vna dellas propriamente se llama androsemon en griego, que es sangre humana."
Sinonimia
- Androsaemum androsaemum Huth
- Androsaemum officinale All.
- Androsaemum vulgare Gaertn.
- Hypericum floridum Salisb.
- Hypericum webbianum G.Nicholson[6]

## Nombres comunes
- Castellano: androsemo (10), castellar (3), cura-ho-tot, curalotodo (3), hipérico, león franco, orovale, pericón, pericón siciliano, sanalotodo (3), todabuena (9), todasana (7), todosana (4), zubón, zubón franco.[7]